# Atletica leggera ai Giochi della XXXII Olimpiade - 400 metri ostacoli femminili

Video della Finale

Ai Giochi della XXXII Olimpiade la competizione dei 400 metri ostacoli femminili si è svolta nei giorni 31 luglio, 2 e 4 agosto 2021 presso lo Stadio nazionale di Tokyo.

## Presenze ed assenze delle campionesse in carica
| Competizione           | Atleta             | Prestazione |           |
| ---------------------- | ------------------ | ----------- | --------- |
| Olimpiadi 2016         | Dalilah Muhammad   | 53”13       | Presente  |
| Commonwealth 2018      | Janieve Russell    | 54”33       | Presente  |
| Europei 2018           | Léa Sprunger       | 54”33       | Presente  |
| Asiatici 2018          | Quách Thị Lan      | 55”30       | Presente  |
| Panamericani 2019      | Sage Watson        | 55”16       | Presente  |
| Africani 2019          | Vanice Nyagisera   | 56”95       | Non qual. |
| Mondiali 2019          | Dalilah Muhammad   | 52”16       | Presente  |
|                        |                    |             |           |
| Mondiali under 20 2018 | Zenéy van der Walt | 55”34       | Assente   |

Graduatoria mondiale
In base alla classifica della Federazione mondiale, le migliori atlete iscritte alla gara erano le seguenti:
| Pos. | Atleta            | Punti | Note |
| ---- | ----------------- | ----- | ---- |
| 1    | Sydney McLaughlin | 1460  |      |
| 2    | Dalilah Muhammad  | 1448  |      |
| 3    | Femke Bol         | 1422  |      |

## La gara
Sydney McLaughlin (USA) è la prima donna al mondo a correre la distanza in meno di 52”, avendo vinto le selezioni olimpiche con il tempo record di 51”90. La sua più grande avversaria è la connazionale Dalilah Muhammad, campionessa olimpica e mondiale in carica.

È lei la più veloce nelle batterie (53”97), mentre in semifinale il miglior tempo è della McLaughlin, che ferma i cronometri sul 53”03. Nella seconda semifinale Gianna Woodruff (Panama) stabilisce il nuovo record sudamericano con 54”22.

Per la prima volta nella storia olimpica della specialità, la finale viene disputata di mattina, alle 11:30.

Dalilah Muhammad parte molto veloce dalla solita corsia 7.
È prima all'imbocco del rettilineo finale; dietro di sé ha la McLaughlin e Femke Bol (Paesi Bassi). Dopo l'ultimo ostacolo la McLaughlin si produce in un superbo allungo e va a cogliere l'oro olimpico con il record mondiale di 51”46. La Muhammad è seconda con 51”58. Femke Bol, che aveva un personale di 53”79 (2020), si migliora in maniera impressionante fermando i cronometri su 52”03, nuovo record europeo.
Nella finale olimpica sono stati stabiliti i migliori tempi personali per le posizioni dalla prima alla quarta e per il sesto posto.

## Risultati
I primi 4 di ogni batteria (Q) e i successivi 4 più veloci (q) si qualificano alle semifinali.

### Batterie

#### Batteria 1
| Rank | Corsia | Atleta             | Nazionalità | Tempo | Note |
| ---- | ------ | ------------------ | ----------- | ----- | ---- |
| 1    | 9      | Viktoriya Tkachuck | Ucraina     | 54"80 | Q    |
| 2    | 3      | Melissa González   | Colombia    | 55"32 | Q    |
| 3    | 7      | Anna Cockrell      | Stati Uniti | 55"37 | Q    |
| 4    | 8      | Sage Watson        | Canada      | 55"54 | Q    |
| 5    | 6      | Yadisleidy Pedroso | Italia      | 55"57 | q    |
| 6    | 5      | Amalie Iuel        | Norvegia    | 55"65 | q    |
| 7    | 2      | Aminat Jamal       | Bahrein     | 55"90 |      |
| 8    | 4      | Hanne Claes        | Belgio      | 56"38 |      |

Batteria 2
| Rank | Corsia | Atleta            | Nazionalità   | Tempo | Note |
| ---- | ------ | ----------------- | ------------- | ----- | ---- |
| 1    | 2      | Anna Ryzhykova    | Ucraina       | 54"56 | Q    |
| 2    | 7      | Janieve Russell   | Giamaica      | 54"81 | Q    |
| 3    | 9      | Paulien Couckuyt  | Belgio        | 54"90 | Q    |
| 4    | 8      | Linda Olivieri    | Italia        | 55"54 | Q    |
| 5    | 6      | Viivi Lehikoinen  | Finlandia     | 55"67 |      |
| 6    | 3      | Noelle Montcalm   | Canada        | 55"85 |      |
| 7    | 5      | Meghan Beesley    | Gran Bretagna | 55"91 |      |
| 8    | 4      | Chayenne da Silva | Brasile       | 57"55 |      |

#### Batteria 3
| Rank | Corsia | Atleta              | Nazionalità   | Tempo | Note |
| ---- | ------ | ------------------- | ------------- | ----- | ---- |
| 1    | 5      | Sydney McLaughlin   | Stati Uniti   | 54"65 | Q    |
| 2    | 7      | Gianna Woodruff     | Panama        | 55"49 | Q    |
| 3    | 9      | Sara Slott Petersen | Danimarca     | 55"52 | Q    |
| 4    | 8      | Thi Lan Quach       | Vietnam       | 55"71 | Q    |
| 5    | 3      | Eleonora Marchiando | Italia        | 56"82 |      |
| 6    | 4      | Mariya Mykolenko    | Ucraina       | 57"86 |      |
|      | 2      | Jessie Knight       | Gran Bretagna | dnf   |      |
|      | 6      | Leah Nugent         | Giamaica      | dq    |      |

#### Batteria 4
| Rank | Corsia | Atleta           | Nazionalità       | Tempo | Note |
| ---- | ------ | ---------------- | ----------------- | ----- | ---- |
| 1    | 8      | Femke Bol        | Paesi Bassi       | 54"43 | Q    |
| 2    | 7      | Tia-Adana Belle  | Barbados          | 55"69 | Q    |
| 3    | 3      | Wenda Nel        | Sudafrica         | 56"06 | Q    |
| 4    | 5      | Jessica Turner   | Gran Bretagna     | 56"83 | Q    |
| 5    | 6      | Sarah Carli      | Australia         | 56"93 |      |
| 6    | 9      | Yasmin Giger     | Svizzera          | 57"03 |      |
|      | 2      | Ronda Whyte      | Giamaica          | dq    |      |
|      | 4      | Sparkle McKnight | Trinidad e Tobago | dns   |      |

#### Batteria 5
| Rank | Corsia | Atleta             | Nazionalità | Tempo | Note |
| ---- | ------ | ------------------ | ----------- | ----- | ---- |
| 1    | 3      | Dalilah Muhammad   | Stati Uniti | 53"97 | Q    |
| 2    | 5      | Carolina Krafzik   | Germania    | 54"72 | Q    |
| 3    | 9      | Léa Sprunger       | Svizzera    | 54"74 | Q    |
| 4    | 8      | Joanna Linkiewicz  | Polonia     | 54"93 | Q    |
| 5    | 6      | Zurian Hechavarria | Cuba        | 54"99 | q    |
| 6    | 7      | Emma Zapletalova   | Slovacchia  | 55"00 | q    |
| 7    | 2      | Line Kloster       | Norvegia    | 56"45 |      |
| 8    | 4      | Loubna Benhadja    | Algeria     | 57"19 |      |

### Semifinali
Le prime due atlete di ogni batteria (Q) e le successive due più veloci (q) si qualificano per la finale.

#### Semifinale 1
| Posizione | Corsia | Atleta           | Nazionalità | Tempo | Note             |
| --------- | ------ | ---------------- | ----------- | ----- | ---------------- |
| 1         | 5      | Dalilah Muhammad | Stati Uniti | 53"30 | Q                |
| 2         | 6      | Janieve Russell  | Giamaica    | 54"10 | Q                |
| 3         | 5      | Paulien Couckuyt | Belgio      | 54"47 | Record nazionale |
| 4         | 4      | Carolina Krafzik | Germania    | 54"96 |                  |
| 5         | 8      | Sage Watson      | Canada      | 55"51 |                  |
| 6         | 3      | Quách Thị Lan    | Vietnam     | 56"78 |                  |
| 7         | 9      | Linda Olivieri   | Italia      | 57"03 |                  |
| 8         | 2      | Amalie Iuel      | Norvegia    | 57"61 |                  |

#### Semifinale 2
| Posizione | Corsia | Atleta             | Nazionalità | Tempo | Note |
| --------- | ------ | ------------------ | ----------- | ----- | ---- |
| 1         | 5      | Sydney McLaughlin  | Stati Uniti | 53"03 | Q    |
| 2         | 4      | Gianna Woodruff    | Panama      | 54"22 | Q    |
| 3         | 6      | Anna Ryzhykova     | Ucraina     | 54"23 | q    |
| 4         | 3      | Zurian Hechavarría | Cuba        | 55"21 |      |
| 5         | 9      | Joanna Linkiewicz  | Polonia     | 55"67 |      |
| 6         | 2      | Emma Zapletalová   | Slovacchia  | 55"79 |      |
| 7         | 8      | Wenda Nel          | Sudafrica   | 56"35 |      |
| 8         | 7      | Tia-Adana Belle    | Barbados    | 59"26 |      |

#### Semifinale 3
| Posizione | Corsia | Atleta              | Nazionalità   | Tempo   | Note |
| --------- | ------ | ------------------- | ------------- | ------- | ---- |
| 1         | 5      | Femke Bol           | Paesi Bassi   | 53"91   | Q    |
| 2         | 8      | Anna Cockrell       | Stati Uniti   | 54"17   | Q    |
| 3         | 7      | Viktoriya Tkachuk   | Ucraina       | 54"25   | q    |
| 4         | 6      | Léa Sprunger        | Svizzera      | 55"12   |      |
| 5         | 2      | Yadisleidis Pedroso | Italia        | 55"80   |      |
| 6         | 4      | Melissa González    | Colombia      | 57"47   |      |
| 7         | 3      | Jessica Turner      | Gran Bretagna | 1'00"36 |      |
|           | 9      | Sara Slott Petersen | Danimarca     | dnf     |      |

### Finale

Video ufficiale della Finale

| Record mondiale      | Sydney McLaughlin | 51"90 | Eugene  | 27 giugno 2021 |
| Record olimpico      | Melanie Walker    | 52"64 | Pechino | 20 agosto 2008 |
| Capolista stagionale | Sydney McLaughlin | 51"90 | Eugene  | 27 giugno 2021 |

Mercoledì 4 agosto, ore 9:00.
| Posizione | Corsia | Atleta            | Nazionalità | Tempo | Note                          |
| --------- | ------ | ----------------- | ----------- | ----- | ----------------------------- |
| Oro       | 4      | Sydney McLaughlin | Stati Uniti | 51"46 | Record mondiale               |
| Argento   | 7      | Dalilah Muhammad  | Stati Uniti | 51"58 | Miglior prestazione personale |
| Bronzo    | 5      | Femke Bol         | Paesi Bassi | 52"03 | Record europeo                |
| 4         | 6      | Janieve Russell   | Giamaica    | 53"08 | Miglior prestazione personale |
| 5         | 2      | Anna Ryzhykova    | Ucraina     | 53"48 |                               |
| 6         | 3      | Viktoriya Tkachuk | Ucraina     | 53"79 | Miglior prestazione personale |
| 7         | 9      | Gianna Woodruff   | Panama      | 55"84 |                               |
|           | 8      | Anna Cockrell     | Stati Uniti | dq    | [ 4 ]                         |